# Kalltjärnen (Malå socken, Lappland)
Kalltjärnen är en sjö i Malå kommun i Lappland och ingår i Skellefteälvens huvudavrinningsområde.